# Anschläge auf Moscheen in Sanaa 2015
Am 20. März 2015 wurden bei einer Serie von Selbstmordanschlägen auf zwei Moscheen in Sanaa (Hauptstadt von Jemen) mindestens 142 Menschen getötet und 345 Menschen verletzt. Der Anschlag gehört zu den gravierendsten, die der Terrororganisation Islamischer Staat zugeordnet werden und ist der schwerste Terroranschlag im Jemen.

## Tathergang
Die insgesamt vier Selbstmordattentäter sprengten sich kurz nacheinander, zuerst in der Badr-Moschee im Süden von Sanaa, dann in der Al-Haschahusch-Moschee im Norden der Stadt, in die Luft und rissen dabei etliche Menschen mit in den Tod. Zunächst betrat einer der Täter die Badr-Moschee, zündete dort während des Freitagsgebets seinen Sprengstoffgürtel und tötete dabei sich selbst und mehrere weitere Menschen. Als die Überlebenden nach draußen flüchteten, sprengte sich ein zweiter Selbstmordattentäter in der Menge in die Luft und tötete ebenfalls mehrere Menschen. Wenig später ereignete sich zwei nahezu identische Taten in und vor der Al-Haschahusch-Moschee. Ein fünfter Attentäter konnte aufgehalten werden, bevor er eine dritte Moschee mit einer Bombe angreifen konnte.

## Hintergründe
Die Angriffe galten den schiitischen Houthi-Rebellen, die einige Wochen vorher die Regierung abgesetzt und das Parlament aufgelöst hatten. Bereits in den Monaten zuvor hatten sie sich einen Machtkampf mit dem jemenitischen Präsidenten, Abed Rabbo Mansur Hadi, geliefert. Im Jemen herrscht indes ein Kampf um die Vorherrschaft zwischen Al-Qaida und dem Islamischen Staat.

## Reaktionen
Der UN-Generalsekretär Ban Ki Moon verurteilte die blutigen Anschläge scharf. Das Auswärtige Amt äußerte, dass die Tat „ein weiterer zynischer Versuch, Hass und Gewalt zwischen den Bevölkerungsgruppen anzuheizen“ sei. Im Jemen hatten mehrere Staaten, unter anderem Deutschland und die USA, ihre Botschaften aufgrund der Unruhen geschlossen.